# Quan thoại Hạ Giang
Quan thoại Hạ Giang (giản thể: 下江官话; phồn thể: 下江官話; Hán-Việt: Hạ Giang Quan thoại; bính âm: xiàjiāng guānhuà) là một trong những cụm phương ngôn khác biệt và khó thông hiểu nhất (với người nói Quan thoại tiêu chuẩn) trong nhóm Quan thoại. Nó còn mang tên Quan thoại Giang-Hoài (giản thể: 江淮官话; phồn thể: 江淮官話; Hán-Việt: Giang Hoài Quan thoại; bính âm: jiānghuái guānhuà), theo tên Trường Giang (Dương Tử) và Hoài Hà. Một nét khác biệt giữa Quan thoại Hạ Giang với phần còn lại của nhóm Quan thoại là việc âm tắc cuối từ (*-p, *-t, *-k) trong tiếng Hán trung cổ trở thành âm tắc thanh hầu (*-ʔ) thay vì biến mất hoàn toàn.
Vào nhà Minh rồi đầu nhà Thanh, ngôn ngữ chung trong hành chính đương thời dựa trên một dạng Quan thoại Hạ Giang. Đến thế kỷ XIX, phương ngữ Bắc Kinh trở thành ngôn ngữ uy tín mới.

## Phân bố địa lý và phân loại
Quan thoại Hạ Giang được nói ở miền trung An Huy, miền đông Hồ Bắc, hầu khắp phần nằm về phía bắc Trường Giang của tỉnh Giang Tô, cũng như vùng quanh Nam Kinh. Số người nói ước tính năm 1987 là 67 triệu người.
Trung Quốc Ngữ Ngôn Địa Đồ Chí chia Quan thoại Hạ Giang ra làm ba nhánh con:
Hồng Sào
Đông người nói và phân bố rộng hơn cả, nói ở Giang Tô, An Huy, cùng một phần nhỏ Chiết Giang. Phương ngữ nổi tiếng bậc nhất là phương ngữ Nam Kinh. Thành phố lớn khác trong vùng này là Hợp Phì về phía tây, Dương Châu, Trấn Giang, Diêm Thành về phía đông.
Thông-Thái / Thái–Như
Nói chủ yếu ở hai địa cấp thị Thái Châu và Nam Thông (gồm cả Như Cao) ở miền đông Hồ Bắc.
Hoàng–Hiếu
Nói chủ yếu ở địa cấp thị Hoàng Cương và Hiếu Cảm ở đông tỉnh Hồ Bắc cùng vùng quanh Cửu Giang miền bắc Giang Tây.
Ngoài ra, còn có cộng đồng nhỏ người nói Quan thoại Hạ Giang khắp Quảng Đông, Quảng Tây, Hải Nam, Phúc Kiến. Nó được mang đến những nơi này khi binh lính từ An Huy, Giang Tô, Hà Nam được điều đến vào thời Minh Thái Tổ.
Tiếng Huy Châu, nói ở miền nam An Huy, mang đặc điểm của cả tiếng Ngô, tiếng Cám lẫn Quan thoại Hạ Giang, gây nên khó khăn trong phân thoại. Các học giả hoặc xếp nó vào một trong ba nhóm trên hoặc đặt nó vào nhóm riêng. Trung Quốc Ngữ Ngôn Địa Đồ Chí chọn lựa nhọn thứ hai, song cách giải quyết này không hoàn toàn được chấp nhận.

## Âm đọc thông tục-văn học
Một bộ phận chữ Hán có cách đọc thông tục và cách đọc văn học trong Quan thoại Hạ Giang.
| Chữ         | Cách đọc thông tục | Cách đọc văn học | Nghĩa          | Phát âm Quan thoại tiêu chuẩn |
| ----------- | ------------------ | ---------------- | -------------- | ----------------------------- |
| 斜 "tà"     | tɕia               | tɕiɪ             | nghiêng        | ɕiɛ                           |
| 摘 "trích"  | tiɪʔ               | tsəʔ             | ngắt, hái, vặt | tʂai                          |
| 去 "khứ"    | kʰɪ                | tɕʰy             | đi             | tɕʰy                          |
| 锯 "cứ"     | ka                 | tɕy              | cưa            | tɕy                           |
| 下 "hạ"     | xa                 | ɕia              | xuống          | ɕia                           |
| 横 "hoành"  | xoŋ                | xən              | ngang          | xəŋ                           |
| 严 "nghiêm" | æ̃                  | iɪ̃               | nghiêm, kín    | ian                           |
| 挂 "quải"   | kʰuɛ               | kua              | treo           | kua                           |
| 蹲 "đôn"    | sən                | tən              | ngồi xổm       | tuən                          |
| 虹 "hồng"   | kaŋ                | xoŋ              | cầu vồng       | xoŋ                           |